# Gambetta (Tourcoing)
Gambetta is een wijk in de Franse stad Tourcoing in het Noorderdepartement. De wijk ligt net ten zuiden van de oude stadskern rond de Boulevard Gambetta. Het Canal de Tourcoing doorsnijdt de wijk.

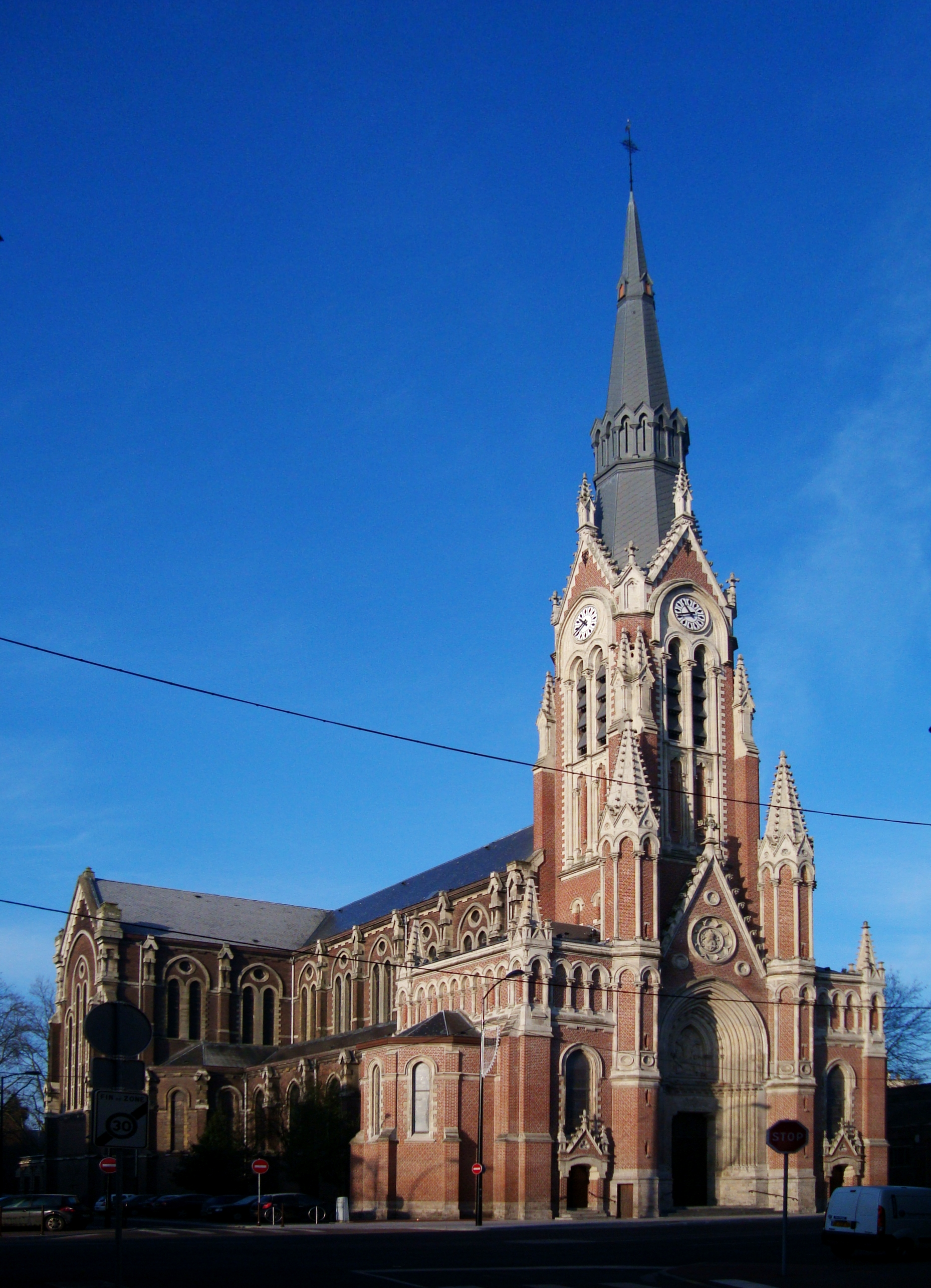
Église du Sacré-Cœur

## Geschiedenis
In de 19de eeuw nam door de industrie de bevolking in de stad toe en de verstedelijking breidde zich uit naar de omliggende gehuchten. In 1872 werd Boulevard Gambetta getrokken, een boulevard vanuit het stadscentrum in zuidelijke richting naar buurstad Roubaix. De weg werd genoemd naar de Franse politicus Léon Gambetta. De weg gaf zijn naam aan de stadswijk die zich hier ontwikkelde.
In 1877 werd in het noorden van de wijk langs de Boulevard Gambetta de Église du Sacré-Cœur opgetrokken.
In de tweede helft van de 19de eeuw groeide de deconfessionalisering van het onderwijs. In Tourcoing werd het college nog steeds beheerd door religieuzen, maar het kwam tot een strijd met het seculier onderwijs. In 1881 besliste de republikeinse burgemeester Victor Hassebroucq het seculiere Lycée Gambetta op te richten. Het lyceum werd langs de Boulevard Gambetta opgetrokken. De eerste steen werd gelegd in 1883 in bijzijn van minister van buitenlandse zaken René Waldeck-Rousseau. Het gebouw met een straatgevel van 140 meter lang werd ontworpen door de Rijselse architect Carlos Batteur. Het lyceum opende in 1885.

## Bezienswaardigheden
- de Église du Sacré-Cœur

## Verkeer en vervoer
De wijk wordt bediend door het station station Carliers van de Rijselse metro.
Belencontre · Blanche Porte · Blanc Seau · Bourgogne · Brun Pain · Clinquet · Croix Rouge · Egalité · Épidème · Fin de la Guerre · Flocon · Francs · Gambetta · Malcense · Marlière · Orions · Phalempins · Pont de Neuville · Pont Rompu · Virolois

Lijst van Franse gemeenten · Arrondissement Rijsel · Noorderdepartement · Hauts-de-France